# Ursula Birkholz
Ursula Birkholz (* 9. Januar 1911; † 26. Oktober 1988 in Hamburg) war eine deutsche Leichtathletin, die sich auf den 80-Meter-Hürdenlauf spezialisiert hatte.

## Sportliche Karriere
Ursula Birkholz startete für den DSC Breslau. Bei den Deutschen Meisterschaften 1930 belegte sie den zweiten Platz hinter Gerda Pirch. Bei den Frauen-Weltspielen 1930 in Prag siegte die Schwedin Maj Jakobsson vor Gerda Pirch und Ursula Birkholz.
Ursula Birkholz hieß nach ihrer Heirat Ursula Fenselau. 